# GOES 15
El GOES 15, conegut com a GOES-P, abans d'entrar en servei, va ser un satèl·lit meteorològic operat per la National Oceanic and Atmospheric Administration dels Estats Units com a part del sistema Geostationary Operational Environmental Satellite. La nau va ser construïda per Boeing, i és l'últim de tres satèl·lits GOES basats en el model de satèl·lit BSS-601. Els altres satèl·lits GOES BSS-601; el GOES 13 i el GOES 14 van ser llançats el maig de 2006 i el juny de 2009 respectivament. En total va ser el setzè satèl·lit GOES en ser llançat.
El GOES 15 va ser llançat amb un coet Delta IV-M+(4,2) enlairant-se des de Space Launch Complex 37B al Cape Canaveral Air Force Station. El llançament es va produir a les 23:57 GMT del 4 de març de 2010, uaranta minuts en una finestra de llançament de seixanta minuts. En arribar a l'òrbita geoestacionària el 16 de març, va ser redesignat com a GOES 15. El 6 de desembre de 2011, va ser activat com a satèl·lit GOES West, substituint el GOES 11.
En el llançament, la massa del satèl·lit era de 3.238 kg. Té una vida útil de deu anys. L'energia és subministrada per una sola placa solar d'arsenur de gal·li, que proporciona fins a 2,3 kilowatts d'energia. Es fa servir una bateria de níquel d'hidrogen de 24 cèl·lules per proporcionar energia quan el satèl·lit no és a la llum del sol. Els instruments de bord del GOES 15 inclouen una càmera multiespectral de cinc canals per capturar imatges de llum visible i infraroja dels Estats Units continentals, una sonda per prendre lectures de temperatura i humitat atmosfèrica, una càmera de raigs X solar per detectar erupcions solars, i instruments per controlar la magnetosfera, radiació còsmica de fons i partícules carregades.

## Galeria
- Video de llançament (5 mins 30 segs)

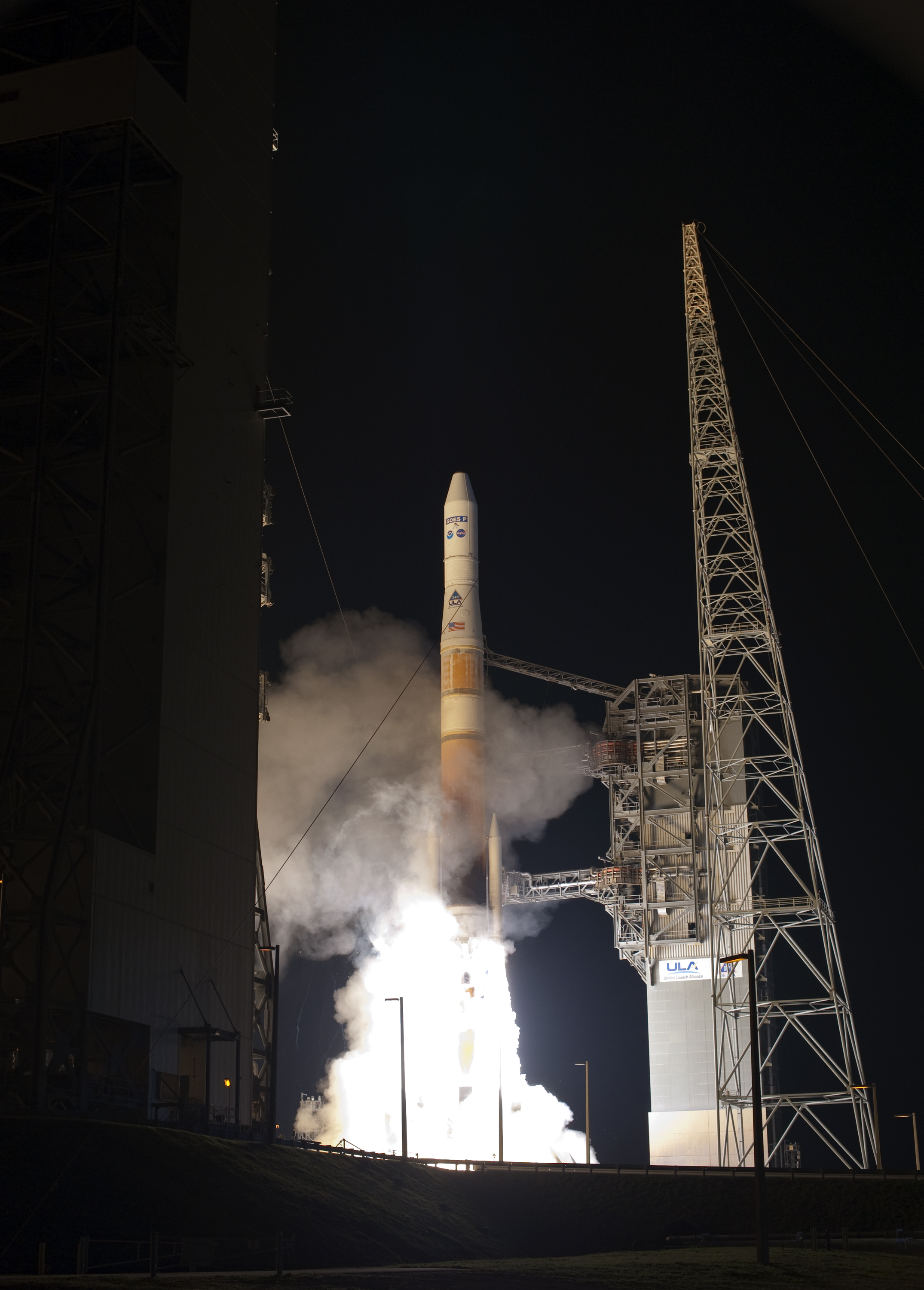
El GOES 15 s'enlaira des del Cape Canaveral Air Force Station SLC-37B, 4 de març de 2010.